# Louis Strebler
Louis Bernard Strebler (St. Louis, 2 febbraio 1881 – St. Louis, 31 dicembre 1962) è stato un lottatore statunitense.
Partecipò alle gare di lotta dei pesi gallo ai Giochi olimpici di Saint Louis 1904, dove riuscì a vincere la medaglia di bronzo. Prese parte anche alle gare dei pesi piuma dove fu sconfitto ai quarti.

## Palmarès
In carriera ha conseguito i seguenti risultati:
- Giochi olimpici

St. Louis 1904: una medaglia di bronzo nella lotta libera categoria pesi gallo.